# San Martino in Badia
San Martino in Badia (San Martin de Tor ou St.Martin in Thurn) é uma comuna italiana da região do Trentino-Alto Ádige, província de Bolzano, com cerca de 1690 habitantes. Estende-se por uma área de 76 km², tendo uma densidade populacional de 22 hab/km². Faz fronteira com Badia, Bressanone, Corvara in Badia, Funes, La Valle, Luson, Marebbe, Santa Cristina Valgardena, Selva di Val Gardena.

## Demografia
| Variação demográfica do município entre 1861 e 2011                               |
|                                                                                   |
| Fonte: Istituto Nazionale di Statistica (ISTAT) - Elaboração gráfica da Wikipedia |